# Giro del Lussemburgo 2013
Il Giro del Lussemburgo 2013, settantasettesima edizione della corsa, si svolse dal 12 al 16 giugno su un percorso di 682 km ripartiti in 4 tappe più un cronoprologo, con partenza e arrivo a Lussemburgo. Fu vinto dal tedesco Paul Martens della Belkin Pro Cycling Team davanti al francese Jonathan Hivert e al belga Jan Bakelants.

## Tappe
| Tappa  | Data      | Percorso                                      | km    | Vincitore di tappa | Leader cl. generale |
| ------ | --------- | --------------------------------------------- | ----- | ------------------ | ------------------- |
| Prol.  | 12 giugno | Lussemburgo > Lussemburgo (cron. individuale) | 2,5   | Jimmy Engoulvent   | Jimmy Engoulvent    |
| 1ª     | 13 giugno | Lussemburgo > Hautcharage                     | 183,8 | Aleksandr Porsev   | Jimmy Engoulvent    |
| 2ª     | 14 giugno | Schifflange > Walferdange                     | 173,1 | Giacomo Nizzolo    | Jonathan Hivert     |
| 3ª     | 15 giugno | Eschweiler > Diekirch                         | 178,8 | Giacomo Nizzolo    | Jonathan Hivert     |
| 4ª     | 16 giugno | Mersch > Lussemburgo                          | 143,6 | Bob Jungels        | Paul Martens        |
| Totale | Totale    | Totale                                        | 682   |                    |                     |

## Dettagli delle tappe

### Prologo
- 12 giugno: Lussemburgo > Lussemburgo (cron. individuale) – 2,5 km

| Pos. | Corridore        | Squadra     | Tempo |
| ---- | ---------------- | ----------- | ----- |
| 1    | Jimmy Engoulvent | Sojasun     | 3'42" |
| 2    | Danny van Poppel | Vacansoleil | a 1"  |
| 3    | Jonathan Hivert  | Sojasun     | s.t.  |

| Pos. | Corridore        | Squadra     | Tempo |
| ---- | ---------------- | ----------- | ----- |
| 1    | Jimmy Engoulvent | Sojasun     | 3'42" |
| 2    | Danny van Poppel | Vacansoleil | a 1"  |
| 3    | Jonathan Hivert  | Sojasun     | s.t.  |

### 1ª tappa
- 13 giugno: Lussemburgo > Hautcharage – 183,8 km

| Pos. | Corridore        | Squadra     | Tempo    |
| ---- | ---------------- | ----------- | -------- |
| 1    | Aleksandr Porsev | Katusha     | 4h40'50" |
| 2    | Gerald Ciolek    | MTN-Qhubeka | s.t.     |
| 3    | Juan José Lobato | Euskaltel   | s.t.     |

| Pos. | Corridore        | Squadra     | Tempo    |
| ---- | ---------------- | ----------- | -------- |
| 1    | Jimmy Engoulvent | Sojasun     | 4h44'32" |
| 2    | Danny van Poppel | Vacansoleil | a 1"     |
| 3    | Jonathan Hivert  | Sojasun     | s.t.     |

### 2ª tappa
- 14 giugno: Schifflange > Walferdange – 173,1 km

| Pos. | Corridore       | Squadra      | Tempo    |
| ---- | --------------- | ------------ | -------- |
| 1    | Giacomo Nizzolo | RadioShack   | 4h10'24" |
| 2    | Marko Kump      | Saxo-Tinkoff | s.t.     |
| 3    | Paul Martens    | Belkin       | s.t.     |

| Pos. | Corridore        | Squadra | Tempo    |
| ---- | ---------------- | ------- | -------- |
| 1    | Jonathan Hivert  | Sojasun | 8h54'57" |
| 2    | Matthias Brändle | IAM     | a 2"     |
| 3    | Paul Martens     | Belkin  | a 3"     |

### 3ª tappa
- 15 giugno: Eschweiler > Diekirch – 178,8 km

| Pos. | Corridore          | Squadra      | Tempo    |
| ---- | ------------------ | ------------ | -------- |
| 1    | Giacomo Nizzolo    | RadioShack   | 4h25'59" |
| 2    | Aleksej Catevič    | Katusha      | s.t.     |
| 3    | Pierpaolo De Negri | Vini Fantini | s.t.     |

| Pos. | Corridore        | Squadra | Tempo     |
| ---- | ---------------- | ------- | --------- |
| 1    | Jonathan Hivert  | Sojasun | 13h20'56" |
| 2    | Matthias Brändle | IAM     | a 2"      |
| 3    | Paul Martens     | Belkin  | a 3"      |

### 4ª tappa
- 16 giugno: Mersch > Lussemburgo – 143,6 km

| Pos. | Corridore     | Squadra    | Tempo    |
| ---- | ------------- | ---------- | -------- |
| 1    | Bob Jungels   | RadioShack | 3h24'39" |
| 2    | Paul Martens  | Belkin     | s.t.     |
| 3    | Jan Bakelants | RadioShack | s.t.     |

| Pos. | Corridore       | Squadra    | Tempo     |
| ---- | --------------- | ---------- | --------- |
| 1    | Paul Martens    | Belkin     | 16h45'38" |
| 2    | Jonathan Hivert | Sojasun    | a 4"      |
| 3    | Jan Bakelants   | RadioShack | a 6"      |

## Classifiche finali

### Classifica generale
| Pos. | Corridore        | Squadra                          | Tempo     |
| ---- | ---------------- | -------------------------------- | --------- |
| 1    | Paul Martens     | Belkin Pro Cycling Team          | 16h45'38" |
| 2    | Jonathan Hivert  | Sojasun                          | a 4"      |
| 3    | Jan Bakelants    | RadioShack-Leopard               | a 6"      |
| 4    | Matthias Brändle | IAM Cycling                      | s.t.      |
| 5    | Bob Jungels      | RadioShack-Leopard               | a 13"     |
| 6    | Marco Marcato    | Vacansoleil-DCM Pro Cycling Team | a 15"     |
| 7    | Julien El Fares  | Sojasun                          | a 20"     |
| 8    | Jonathan Fumeaux | IAM Cycling                      | a 21"     |
| 9    | Robert Gesink    | Belkin Pro Cycling Team          | s.t.      |
| 10   | Nico Sijmens     | Cofidis                          | a 22"     |